# Robert Carradine
Robert Carradine, född 24 mars 1954 i Hollywood, Los Angeles, Kalifornien, är en amerikansk skådespelare.
Han har bland annat medverkat i filmen Flykten från L.A., samt i TV-serien Kung Fu, i vilken han spelade Sonny Jim. Mest känd är han troligen från komedin "Nördarna kommer", på original "Revenge of the nerds" från 1984 och dess uppföljare.